# Saltcoats (Écosse)
Saltcoats est une ville côtière du North Ayrshire en Écosse. Elle forme avec Stevenston et Ardrossan, une entité appelée « Three Towns ».
La population était de 11 260 habitants en 2001.
Le port a été construit par l'ingénieur écossais James Jardine (en) en 1811.